# Ivielum sibiricum
Genre
Espèce
Ivielum sibiricum, unique représentant du genre Ivielum, est une espèce d'araignées aranéomorphes de la famille des Linyphiidae.

## Distribution
Cette espèce se rencontre en Russie, en Mongolie et au Canada.

## Étymologie
Son nom d'espèce lui a été donné en référence au lieu de sa découverte, la Sibérie.

## Publication originale
- Eskov, 1988 : Seven new monotypic genera of spiders of the family Linyphiidae (Aranei) from Siberia. Zoologičeskij Žurnal, vol. 67, p. 678-690.